# Mazovsko

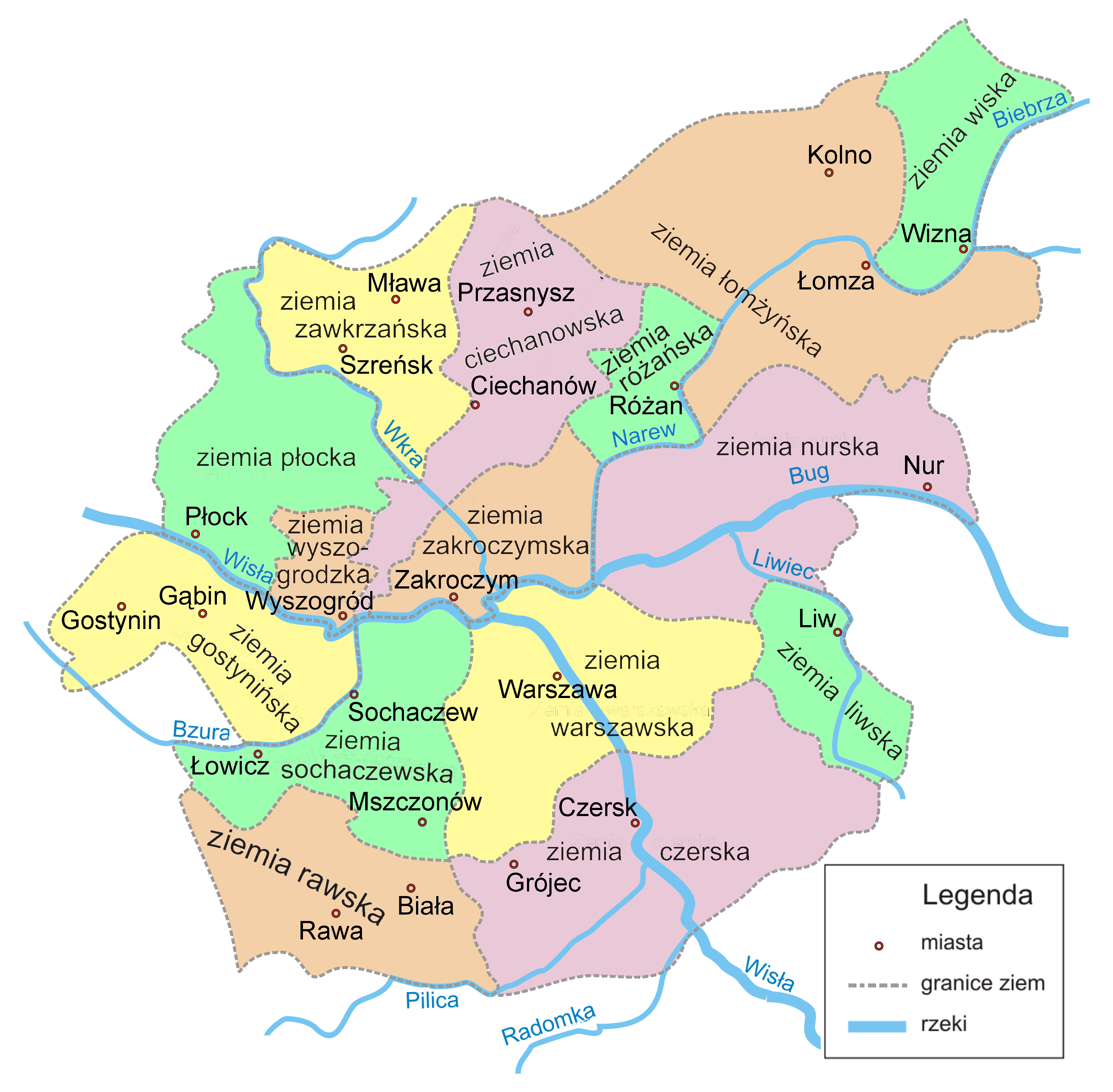
Historické území Mazovska (13.–18. století)

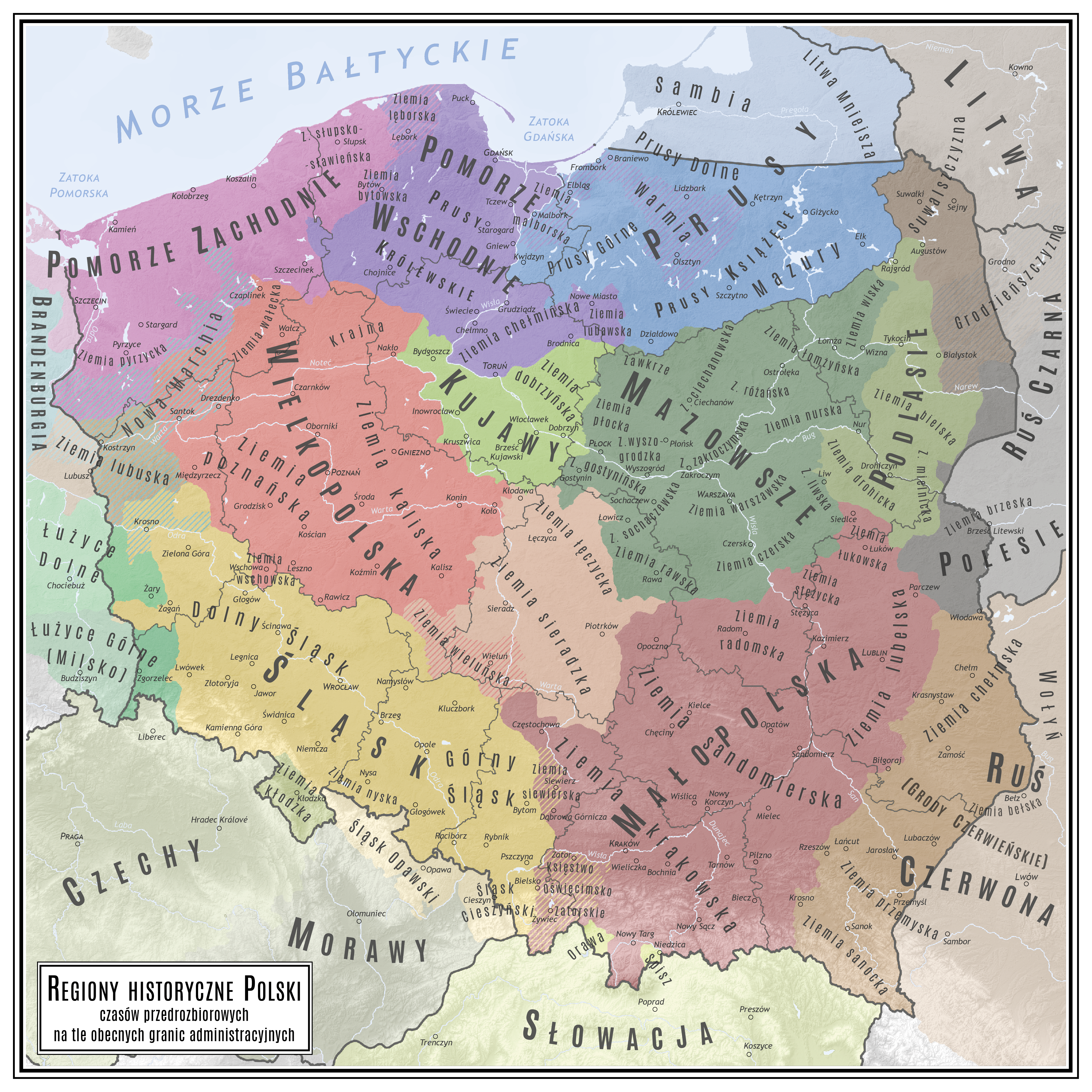
Mazovsko a další historické země Polska na pozadí moderních správních hranic

Mazovsko nebo též Mazov (polsky Mazowsze, latinsky Mazovia) je historický region ve středním a severovýchodním Polsku, který se nachází na středním toku řeky Visly a v povodí jejích přítoků.
Historickým centrem Mazovska je Płock, který je zároveň nejstarším městem regionu – městská práva získal již v roce 1237. V současnosti se Mazovsko částečně kryje s Mazovským vojvodstvím, které však zasahuje i do Malopolska.
Území se nejprve nazývalo Mazow (srov. lat. Mazovia), tento název byl odvozen od osobního jména Maz (srov. Mazury), což bylo označení pro člověka žijícího v blatech („umazaného“), nebo se jedná o topografický název označující „bahnitý kraj“. Řidčeji se také objevila forma Mazosze (od slova Mazoch, což bylo označení pro obyvatele Mazovska), zatímco Mazovsko (polsky Mazowsze) je výsledkem sémantické kontaminace těchto dvou forem.
Historikové Marcin Kromer a Alessandro Guagnini se domnívají, že název Mazowsze pochází od jména Miecława Maslauše neboli Mazoše, královského číšníka Měška II. Lamberta, který uprchl do Uher. Název Mazowsze má také folkloristická skupina, která charakterizuje nejen tuto oblast, ale i celé Polsko.